# Jonathan Wild
Pour les articles homonymes, voir Wild.
 (avril 2025).
Jonathan Wild, né le 6 mai 1683 et mort le 24 mai 1725, est le plus célèbre criminel britannique du XVIIIe siècle, à la fois en raison de ses propres forfaits et de l'évocation de ceux-ci dans de nombreux romans, pièces de théâtre ou satires politiques. 
Il inventa un mode d’organisation qui lui permit de prendre la tête de l’un des gangs de voleurs les plus efficaces de l’époque tout en paraissant parfaitement probe aux yeux de la société. Son talent pour manipuler la presse et jouer sur les peurs nationales le fit devenir l’une des personnalités publiques les plus en vue des années 1720, une admiration qui se transforma en haine généralisée lorsque sa félonie fut rendue publique. Après sa mort, Wild devint l'archétype du personnage corrompu et hypocrite.

## Jeunesse
Jonathan Wild est né à Wolverhampton en 1683, au sein d’une famille modeste. Après une courte période d’apprentissage auprès d’un artisan, il obtint un emploi de domestique qui le conduisit à Londres en 1704. Renvoyé par son maître, Wild revint à Wolverhampton, où il fut arrêté pour dettes. Au cours de son incarcération, il sut se rendre agréable à ses geôliers, qui lui accordèrent « la liberté du pont », c’est-à-dire la possibilité de sortir de prison la nuit pour aider les autorités à capturer les voleurs. Ces sorties répétées lui firent faire la connaissance d’une certaine Mary Milliner (ou Mary Mollineaux), une prostituée qui lui enseigna les us et coutumes de la vie criminelle et alla même, selon Daniel Defoe, jusqu’à « l’introduire dans son propre gang constitué de voleurs ou de filles de joie (il n’y a pas une grande différence) ». Fort des nouvelles méthodes apprises pour gagner de l’argent, Wild put rapidement s'acquitter de sa dette et sortir de prison.
À sa libération, il s'installa avec Mary Milliner, bien que chacun fût déjà marié de son côté, Wild ayant d'ailleurs un enfant. Selon toute vraisemblance, Wild servait de protecteur à Mary lorsqu'elle racolait ses clients. Cette expérience aiguisa sa connaissance de l’univers du crime organisé et lui permit de s’établir en tant que receleur. Il finit par quitter Mary Milliner, à une époque où celle-ci était devenue une sorte de matrone vis-à-vis des autres prostituées.

## La carrière publique de Wild
La méthode de Wild pour amasser des richesses illégalement acquises tout en gardant l’apparence d’un honnête homme était pour le moins ingénieuse. Il dirigeait un gang de voleurs dont il gardait les butins, et attendait que le forfait fût révélé dans les journaux. Il déclarait alors publiquement que son réseau d’indicateurs avait mis la main sur les biens volés, qu'il restituait à leur propriétaire légitime contre récompense, soi-disant pour couvrir les dépenses de ses agents. Dans certains cas, si les circonstances ou la nature des biens volés permettaient d’exercer un chantage, il n’attendait pas la publication de la nouvelle dans les journaux. Outre la restitution des biens volés, Wild offrait régulièrement son aide à la police pour arrêter les coupables : cependant les voleurs qu’il aidait à arrêter n’étaient autres que des membres de gangs rivaux, ou parfois un de ses propres hommes ayant remis en cause son autorité.
Le taux de criminalité avait augmenté de manière considérable à Londres entre 1680 et 1720, ce qui fit dire en 1712 au chef de la police Charles Hitchen qu’il connaissait personnellement deux mille Londoniens vivant exclusivement du vol [réf. nécessaire]. Lui-même finit sur l’échafaud pour corruption : il percevait des pots-de-vin pour faire sortir des criminels de prison ou pour procéder à des arrestations sélectives.
La naissance de la presse a accru l’intérêt du public pour les affaires criminelles. La sécurité de la ville de Londres, à l’époque, dépendait entièrement de polices locales, sans coordination centrale. La population de la ville avait doublé en peu de temps, et il n’existait aucun réel moyen de contrôler la criminalité.

## «Le général des attrape-voleurs»
On peut reconnaître à Jonathan Wild un grand talent de communicateur. Tout comme le mafieux américain John Gotti au XXe siècle, Wild a constamment cherché à séduire le public, tout en administrant secrètement son empire du crime.
La capacité de Wild à maintenir la cohésion de son gang reposait sur la peur du vol[pas clair], et sur la réaction des autorités à ce type de délit. Les châtiments liés à la revente de biens volés devinrent de plus en plus impitoyables entre 1700 et 1720 : de petits voleurs sans grande envergure pouvaient risquer très gros en tentant de revendre leur butin. Wild sut tout à la fois éviter et exploiter ce danger, en laissant tout d’abord son gang s’occuper du vol puis en se chargeant de « retrouver » les biens disparus. Il ne cherchait jamais à les revendre ou à revendiquer leur propriété : Wild déclarait au contraire qu’il retrouvait à chaque fois les marchandises par ses propres moyens d’investigation, et qu'il était motivé par sa profonde aversion des voleurs. À l’inverse, les sanctions réservées aux revendeurs de biens volés lui permirent de faire régner l’ordre dans son gang, par la menace constante d’en livrer aux autorités les membres les moins obéissants : si l’un d’eux refusait de lui livrer son butin, il lui suffisait de le faire arrêter pour vol. Il utilisa néanmoins bien davantage cette méthode à l’encontre de gangs rivaux.
Wild exerça bientôt un quasi-monopole sur le monde du crime londonien. Il gardait le registre de tous les voleurs à son service, et lorsque l’un d’eux ne lui était plus utile, il l’envoyait à l’échafaud pour toucher une récompense de 40£. Selon certaines sources, Wild plaçait une croix en face du nom d’un voleur l’ayant mécontenté une première fois. En cas de récidive, une deuxième croix condamnait l’homme à être livré à la Couronne pour pendaison.
Aux yeux du public, Wild se posait en véritable héros : il était l’homme qui rendait les biens volés et qui attrapait les criminels. En 1718, Wild commença à se surnommer lui-même le « général des attrape-voleurs de Grande-Bretagne et d’Irlande » (Thief Taker General of Great Britain and Ireland). Plus de soixante voleurs furent envoyés à l’échafaud sur la base de son témoignage. Le bureau de Wild, dans le quartier d’Old Bailey, était très fréquenté : les victimes de vol se rendaient sur place, parfois même avant que la nouvelle se fût répandue, et y trouvaient souvent leurs biens qui les attendaient déjà. Wild offrait alors son aide pour retrouver les voleurs, en échange d’une menue contribution.
En 1720, la célébrité de Wild devint telle que le Conseil Privé du Roi le consulta sur les méthodes à adopter pour faire reculer la criminalité. La recommandation principale de Wild, sans surprise, fut d’augmenter les récompenses accordées aux personnes apportant des indices contre les voleurs. Son avis fut suivi, et la récompense pour la capture d’un voleur passa de 40 à pas moins de 140 livres au cours de l’année. Les revenus de Wild en furent significativement améliorés.
Il semblerait que Wild ait été favorisé ou tout au moins ignoré par le parti Whig, tandis qu’il était combattu par les Tories. En 1718, un groupe de Tories, soupçonnant la réelle nature des agissements de Wild, réussit à durcir les lois sur le recel. L’ironie veut que ces nouvelles mesures aient renforcé la situation de Wild plutôt que l’inverse, car cela rendait d’autant plus difficile pour les voleurs d’écouler leurs marchandises autrement que par son intermédiaire.
La prétendue lutte de Jonathan Wild contre les voleurs lui donnait les faveurs de la presse. Il contactait les principaux journaux pour rendre compte de ses meilleurs coups d’éclat, qui étaient ainsi portés à la connaissance du public. En juillet et août 1724, les journaux relatèrent par exemple les efforts héroïques déployés par Wild pour mettre la main sur les 21 membres du « Carrick Gang », avec à la clé une récompense de 800£ (soit environ 25000£ aujourd’hui). Lorsqu’un des membres du gang fut libéré par les autorités, Wild continua à le pourchasser et le fit arrêter sur la base de « nouvelles informations ». Ce qui apparaissait au public comme une quête ininterrompue de l’ordre n’était en fait qu’une guerre entre gangs rivaux.
Quand Wild sollicitait une récompense, c’est lui qui détenait tout le pouvoir au cours de la transaction. David Nokes, dans son édition du Jonathan Wild de Henry Fielding, rapporte par exemple cette petite annonce parue dans le Daily Post de 1724 :
Perdu, le 1er octobre, un livre de poche noir, bordé d’
Argent, avec quelques annotations. Ledit livre fut perdu au
Strand, près de la taverne de la fontaine, vers 7 ou 8 heures du soir. Toute
Personne qui ramènera le livre susnommé à M. Jonathan Wild,
Dans le Old Bailey, aura une guinée en récompense.
Cette annonce cache une extorsion de fonds. Les « annotations » font en fait référence à une signature, qui donne à Wild l’identité du propriétaire. Par ailleurs, Wild fait comprendre au propriétaire qu’il connait les raisons de sa présence à la taverne de la fontaine, qui est en réalité un bordel. Le véritable motif de l’annonce est de menacer le propriétaire du livre de révéler son passage dans un bordel, tant au public qu'à ses éventuels créanciers. Même le prix du silence de Wild est précisé.

## La lutte contre Jack Sheppard et la chute
À partir de 1724, le public connut une profonde crise de confiance vis-à-vis de la vie politique londonienne. Après le krach de 1720, la population était devenue de moins en moins tolérante envers la corruption, et commença à considérer les représentants de l’autorité avec un certain scepticisme.
En février 1724, Jack Sheppard, le plus célèbre cambrioleur de l’époque, fut capturé par Wild. Les deux criminels avaient pourtant travaillé ensemble par le passé, mais Sheppard s’était mis à son compte, ce dont Wild se vengea en le faisant arrêter.
Sheppard fut emprisonné à la St Giles's Roundhouse (en), dont il s’évada immédiatement. En mai, Wild remit la main sur lui, et le cambrioleur fut cette fois enfermé dans la New Prison (en). Son évasion, à nouveau, ne prit pas plus d’une semaine. En juillet, Wild organisa pour la troisième fois l’arrestation de Sheppard : celui-ci fut jugé, condamné à mort et incarcéré au quartier des condamnés de la prison de Newgate. La nuit du 30 août, alors que l'ordre de l'exécuter venait d’arriver, Sheppard parvint à s’évader. Avec ce dernier coup d’éclat, Sheppard s’est imposé comme un véritable héros des classes populaires. Le 11 septembre, les hommes de Wild l’attrapèrent une quatrième fois, et Sheppard fut mis au secret dans la cellule la plus sûre de Newgate. Il fut par ailleurs enchaîné, plaqué au sol. Et pourtant, le 16 septembre, il était déjà dehors, après avoir brisé toutes les chaînes et les cadenas et forcé six portes bardées de fer. Ce nouvel exploit stupéfia tout le monde, et Daniel Defoe, encore journaliste à l’époque, en rédigea un compte-rendu.
À la fin du mois d’octobre, Wild découvrit la cachette de Sheppard pour la cinquième et dernière fois. Celui-ci fut alors placé au beau milieu de la prison de Newgate, où il était surveillé à chaque instant. On l'enchaîna avec plus de 150 kg de fers. Sa gloire était telle que ses geôliers touchaient une commission sur les visites que lui rendaient les membres de la haute société. Le peintre James Thornhill réalisa son portrait.
Sheppard fut pendu le 16 novembre 1724.
Au cours de la longue lutte qui opposa Wild à Sheppard, le premier perdit bientôt la sympathie du public au profit du second. Jonathan Wild fit désormais l'objet d'un certain mépris. Lorsqu’en février 1725, il eut recours à la violence pour faire sortir un de ses complices de prison, il fut arrêté. Depuis Newgate, où il fut emprisonné, il tenta de continuer à faire vivre son affaire. Sur l’illustration reproduite en début d’article, Wild est dépeint avec un calepin en main, sur lequel il tient toujours le compte des marchandises transitant par son bureau. Des preuves à charge furent réunies contre Wild au sujet du plan d’évasion avorté mais aussi à propos d’un vol de bijoux ayant eu lieu au cours du dernier rassemblement des chevaliers de la Jarretière.

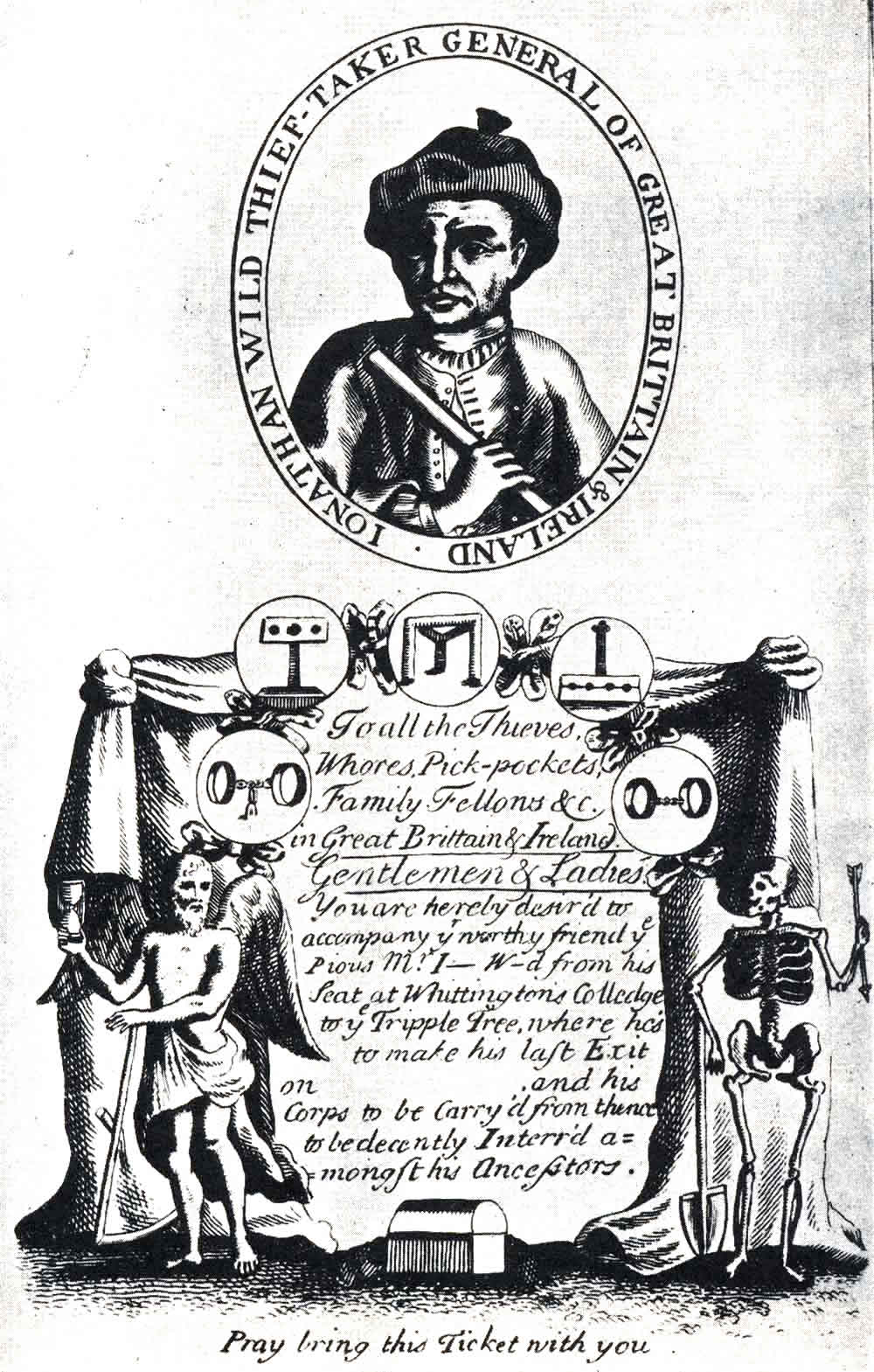
Un billet pour assister à la pendaison de Jonathan Wild. L'invitation s'adresse à « tous les voleurs, prostituées, pick-pockets et mauvaises familles de Grande-Bretagne et d'Irlande ».

La mentalité de la population avait par ailleurs changé : on tendait à apporter son soutien aux gens du peuple mais à se méfier des représentants réels ou supposés de l’autorité. Le procès de Wild eut lieu au même moment que celui de Lord Thomas Parker, comte de Macclesfield jugé pour avoir reçu des pots-de-vin à hauteur de £100 000. Les membres du gang de Wild sentirent le vent tourner, et se retournèrent progressivement contre leur ancien chef en apportant pièces à conviction ou témoignages. Peu à peu les grands principes de l’organisation criminelle de Wild, comme le fait d’exploiter un voleur avant de le faire pendre, furent portés à la connaissance du public. D’autres indices établirent que Wild avait corrompu des fonctionnaires à de multiples reprises.
Selon Daniel Defoe, lorsque Wild fut conduit à l’échafaud de Tyburn le 24 mai 1725, la foule était bien plus nombreuse que tout ce qu’il avait pu voir auparavant, et au lieu de ressentir de la compassion pour le condamné,
Partout où il passait, ce n’étaient que réjouissances et hourras,
Comme pour un triomphe.
La pendaison de Wild fut un grand événement, et des billets furent vendus à l’avance aux personnes désireuses de s’assurer des meilleurs points de vue. Ces billets portaient la mention suivante : 
« À tous les voleurs, prostituées, pick-pockets et mauvaises familles de Grande-Bretagne et d'Irlande, messieurs et mesdames. Vous êtes par la présente cordialement invités à accompagner votre cher ami, le pieux (Jonathan Wild), de son siège au Whittington's College jusqu'au Tripple Tree où il va faire sa dernière sortie, et d'où son corps sera transféré et inhumé décemment parmi ses ancêtres ».
Même à une époque où ce genre de spectacle était fréquent, Wild attira une foule dense et exubérante. Au XVIIIe siècle, les autopsies et les dissections se pratiquaient parfois sur les cadavres des criminels les plus notoires, et le corps de Wild fut vendu à cette fin. Il fut donné au Collège royal des chirurgiens en 1749. Son squelette, exposé dans le musée de cette institution, est toujours présenté au public.

## Postérité littéraire
Si Jonathan Wild est si connu aujourd’hui dans le monde anglo-saxon, c’est surtout en raison de l’abondante publicité que lui ont fait divers satiristes.
Au moment de sa pendaison, les journaux se remplirent d’articles biographiques, de recueils de citations ou de discours d’adieux. Daniel Defoe rédigea un article pour l’Applebee’s Journal en mai, et publia ensuite en juin 1725 son Compte-rendu Vrai et Authentique de la Vie et des Œuvres de Feu Jonathan Wild (True and Genuine Account of the Life and Actions of the Late Jonathan Wild). Cet ouvrage entra en compétition avec un autre écrit dont l’auteur déclarait reproduire certains passages du journal de Wild.
Les biographies de criminels étaient déjà un genre littéraire en pleine expansion. Ces travaux, tout comme aujourd’hui, étaient populaires parce qu’ils obéissaient au schéma traditionnel du jeune homme nécessiteux perdant son innocence, sombrant dans le sexe et la violence avant de se repentir en larmes devant l'échafaud. La fascination que le côté obscur de la nature humaine exerce sur le public ne s’est jamais démentie, et de tels ouvrages trouvaient un vaste public.
En 1714 déjà, le capitaine Alexander Smith avait écrit un « best-seller » intitulé Vies complètes des plus célèbres bandits de grand chemin (Complete Lives of the Most Notorious Highwaymen). Defoe lui-même s’intéressa à cet univers : Heurs et Malheurs de la fameuse Moll Flanders fut publié en 1722. Ce roman pourrait être inspiré de la vie d’une certaine Moll King, qui a vécu avec Mary Milliner, la première maîtresse de Wild.
Ce qui rend si particulier le cas de Jonathan Wild est qu’il ne s’agit pas seulement d’une affaire criminelle. Des parallèles furent suggérés par les satiristes du Tory entre Wild et le premier ministre Sir Robert Walpole. Le Mist’s Weekly Journal, un périodique parmi les plus virulents, établit cette comparaison dès le mois de mai 1725, alors que les articles sur la pendaison de Wild couraient encore les journaux.
Ce parallèle est très largement exploité dans l’opéra de John Gay intitulé L'Opéra des gueux (The Beggar's Opera), datant de 1728. L’œuvre retrace les péripéties de la lutte entre Wild et Sheppard à travers un mélange subtil des rôles tendant à établir un amalgame entre Wild, Walpole et Sheppard. Robert Walpole lui-même assista à une représentation de l’Opéra des gueux et l’apprécia beaucoup, sans se rendre compte qu’il en était la principale cible. Mais lorsqu'il comprit enfin, il censura toute représentation de la suite de cet opéra, Polly. En 1742, Walpole perdit sa position dominante au sein de la Chambre des communes. On lui attribua une pairie et un siège à la Chambre des lords, où il continua à diriger la majorité whig pendant des années.
En 1743, Henry Fielding publia L’Histoire de la Vie de Feu Mr Jonathan Wild le Grand (The History of the Life of the Late Mr Jonathan Wild the Great), dans le troisième volume de Miscellanies. Fielding, lui aussi, utilise le prétexte littéraire de Jonathan Wild pour lancer des attaques impitoyables contre Walpole. Il évoque en particulier l’expression typiquement walpoléenne du « Grand Homme » : Walpole avait en effet fini par être qualifié ainsi tant par ses partisans whigs que, plus ironiquement, par les Tories. Le Wild de Fielding cherche par tous les moyens, avec une brutalité stupide, à devenir « Grand ». Cette « Grandeur », selon Fielding, ne peut être atteinte qu’en montant jusqu’à la plus haute marche de (soit l’échafaud), et de même que Wild est devenu un grand prig (mot d’argot signifiant « petit voleur » (petty thief) en anglais), de même Walpole s'est imposé comme un grand whig.
Peachum et Macheath, personnages de l’Opéra des gueux figurant Wild et Sheppard, furent repris plus tard par Bertolt Brecht dans L'Opéra de quat'sous.
Plus récemment, Jonathan Wild est devenu l'un des personnages du roman Une Conspiration de Papier (A Conspiracy of Paper) de David Liss.

### XXesiècle
- De courtes analyses sur Wild peuvent être trouvées dans les éditions de Beggar's Opera, Works of John Gay, et Works of Henry Fielding. Aux éditions Fielding, on peut consulter  Jonathan Wild, Works of Daniel Defoe et les biographies de Defoe, comme celle de Paula Backschieder. Ces documents dérivent de Dictionary of National Biography ou des travaux de Gerald Howson.
- Lyons, Frederick J. Jonathan Wild, Prince of Robbers. 1936.
- Moore, Lucy. The Thieves' Opera. 2000.
- Woodhall, Edwin T. Jonathan Wild, Old Time Ace Receiver. 1937.
- Hendrickson, Robert Encyclopedia of Word and Phrase Origins. 1997.

### XVIIIesiècle
- An Authentic Narrative of the Parentage, Birth, Education and Practices of Jonathan Wild, Citizen and Thief Taker of London 1725.
- Jonathan Wild's Last Farewell to the World. Ballade anonyme
- "H.D., Clerk of Justice." The Life of Jonathan Wild, from his Birth to his Death. 1725. (peut-être par Daniel Defoe.)
- Defoe, Daniel ? A True & Genuine Account of the Life and Actions of the late Jonathan Wild, Not made up of Fictions and Fable, but taken from his Own Mouth and collected from PAPERS of his Own Writing. June, 1725.
- Defoe, Daniel. A True & Genuine Account of the Life and Death of the Late Jonathan Wild. 1725. (réédité dans plusieurs éditions à partir du travail de Defoe et dans certaines éditions de Jonathan Wild par Henry Fielding.
- Smith, Captain Alexander. The Memoirs of the Life & Times of the famous Jonathan Wild, together with the History & Lives of Modern Rogues. 1726.